# USS LST-54
O USS LST-54 foi um navio de guerra norte-americano da classe LST que operou durante a Segunda Guerra Mundial.